# Соколи (Кольненський повіт)
Соколи (пол. Sokoły) — село в Польщі, у гміні Стависьки Кольненського повіту Підляського воєводства.
Населення — 196 осіб (2011).
У 1975—1998 роках село належало до Ломжинського воєводства.

## Демографія
Демографічна структура станом на 31 березня 2011 року:
|          | Загалом | Допрацездатний вік | Працездатний вік | Постпрацездатний вік |
| -------- | ------- | ------------------ | ---------------- | -------------------- |
| Чоловіки | 103     | 24                 | 63               | 16                   |
| Жінки    | 93      | 16                 | 55               | 22                   |
| Разом    | 196     | 40                 | 118              | 38                   |